# Caorle
Caorle (în venetă Càorle) este un orășel situat pe coasta Mării Adriatice, în provincia Veneto, Italia. Caorle se află între estuarele formate de râurile Livenza și Lemene.

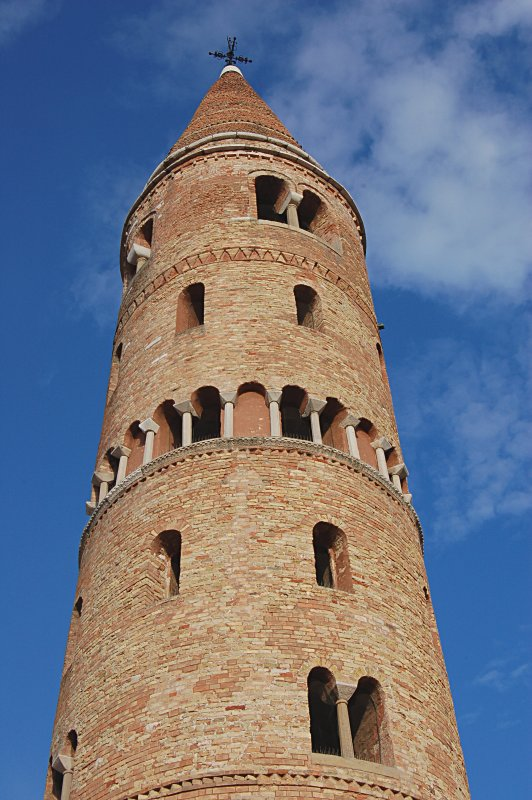
Campanila din Caorle

Caorle este un oraș de coastă din provincia Veneției, aflat între estuarele Livenza și Lemene. Istoria așezării înaintează în timp până în primul secol I Hr., alături de celelalte așezări din laguna Veneției. În epoca romană Caorle era un port natural ce deservea Julia Concordia din apropiere.

## Atracții turistice
Clopotnița cilindrică din secolul al XII-lea și catedrala romanică foarte veche pot fi văzute în fața stâncii, iar vechiul oraș de pescari de-a lungul stâncii oferă căsuțe în culori pastelate, alei venețiene și mici piațete. Aceste atracții sunt unice în această zonă și au făcut coasta venețiană renumită în lumea întreagă. Coasta Caorle, Porto S. Margherita și Duna Verde au 15 km de plajă înclinată lin spre marea albastră.
Festivalul corăbiilor "bragozzi", Caorlevivistoria și festivalul Fraima sunt evenimente care evocă trecutul, sărbătorit cu costume istorice și folclor.

## Demografie
Caorle - evoluția demografică

|  | Graficele sunt indisponibile din cauza unor probleme tehnice. Mai multe informații se găsesc la Phabricator și la wiki-ul MediaWiki. |

Date: Recensăminte sau birourile de statistică - grafică realizată de Wikipedia